# Hans Ellenberg
Hans Ludwig Gustav Ellenberg (* 7. April 1877 in Hamburg-Eilbeck; † 7. September 1949 in Erfurt) war ein deutscher Orientalist und Journalist. Seine bekannteste Sprachschülerin war Annemarie Schimmel.

## Leben
Ellenberg wurde 1877 als Sohn eines Musiklehrers in Hamburg geboren und begann bereits am Gymnasium mit zwölf Jahren das Studium der orientalischen Sprachen. Mit 15 Jahren begann er allerdings erst einmal in Hamburg seine Journalistenlaufbahn als Schriftleiter für den Unterhaltungsteil und Kunstkritik in liberalen Blättern. Erst im Alter von 28 Jahren legte er 1915 als Externer die Reifeprüfung ab. Als Landsturmmann leistete er danach seinen einjährigen Wehrdienst. Daran schloss sich ein Studium der Orientalischen Sprachen, Archäologie und Philosophie in Kiel als Werkstudent und in Königsberg an. 1920 promovierte er in Kiel, vier Jahre später wurde Ellenberg Schriftleiter der Mitteldeutschen Zeitung in Erfurt und blieb dort bis zu seinem Tod wohnen.
In den Jahren 1930 bis 1934 hielt er sich zum Sprachstudium im arabischen Orient auf und wiederholte die Reisen bis 1939. Nachdem Ellenberg 1933 das Lektoratsexamen in Berlin abgelegt hatte, wurde er zum Wintersemester 1934/35 von der Universität Jena eingestellt. Er unterrichtete vor wenigen Hörern „ägyptisches Vulgär-Arabisch“, Schriftarabisch und Türkisch. Im Zweiten Weltkrieg war er als Arbeitspflichtiger Übersetzer in der Auslandsbriefprüfstelle in Berlin für Arabisch und Türkisch. Zudem arbeitete er als Privatlehrer sowie als Dozent an der Erfurter Volkshochschule.
Nach 32 Jahren als Schriftleiter wurde der 60-Jährige im Januar 1937 entlassen, was seine Dozententätigkeit nicht unmittelbar berührte, später sogar unterstützte. Wegen ablehnender Haltung zu Rassentheorie und Nichtzugehörigkeit zur NSDAP war Ellenberg bei der Thüringer Gauzeitung entfernt worden. Auch wenn dadurch zunächst die Haupteinnahmequelle des Junggesellen versiegte, half dieser Umstand nach dem Zusammenbruch des NS-Regimes, die Lektorenstelle zu verteidigen. So äußerte sich Dekan Carl Wesle in einer undatierten Charakteristik positiv über Ellenberg: „Als Lektor habe Ellenberg eine dankenswerte und gern anerkannte Tätigkeit entfaltet.“ In Anerkennung seiner Verdienste als Lektor verlieh ihm die Universität Jena 1947 den Titel „Professor“.

## Die Schülerin Annemarie Schimmel
Bekannt dürften seine beiden populärwissenschaftlichen Werke Orient (1931) und Geh’ mit mir in den Orient (1932) gewesen sein. Um einiges berühmter aber ist seine Schülerin, die Islamwissenschaftlerin und Friedenspreisträgerin Annemarie Schimmel, geworden. 1922 in Erfurt geboren, begann sie 1937 das Studium bei Ellenberg an der Volkshochschule in Erfurt:

„Kurz nachdem all dies vorüber war, im Oktober 1937, klagte ich mal wieder meiner Freundin Dorle, was ich darum gäbe, eine orientalische Sprache zu lernen. ‚Oh‘, sagte sie, ‚Onkel Kraus (unser Lateinlehrer) kennt jemanden, der kann Arabisch!‘ Das hören und aufnehmen war eins. Ich erfuhr, es gebe einen Journalisten namens Dr. Ellenberg (Spitzname ‚Efendi‘), der auch in Jena Arabisch lehrte. Die Eltern meinten, man könne ja einmal sehen, und so ging Mama eines Tages mit mir zu ihm. Den Hut, den ich damals trug, um älter zu erscheinen, würde ich heute als viel zu tuntenhaft für mein jetziges Alter bezeichnen! Ellenberg, ein Hamburger, damals Mitte sechzig, wollte versuchen, wie das Ganze lief – und nach der ersten Lektion war es um mich geschehen: Die Woche bestand nur noch aus Tagen vor Donnerstag und nach Donnerstag, dem Arabisch-Tag. Zwar durfte ich nicht über meine so unnationalen Eskapaden sprechen, aber meine Eltern nahmen lebhaft an meinen Studien teil. Mama konnte noch bis zu ihrem Tode die Vokabeln der ersten Lektion des Großen Harder – einer Grammatik, deren abgekürzte Form, den Harder-Paret, ich 1967 bearbeiten sollte.
Efendi war genau der Lehrer, den ein fünfzehnjähriges begeisterungsfähiges Mädchen braucht. Er kam aus der Schule Georg Jacobs, der sich besonders mit Realien beschäftigt hatte, nicht so sehr mit grammatikalischen Haarspaltereien oder mit theologischen und philosophischen Problemen; auch wies er dem Türkischen einen guten Platz im Studium der Orientalistik zu. Ellenberg kannte und liebte den Orient und begeisterte sich für seine Kultur. Jede Woche gab es nicht nur eine Lektion Grammatik, sondern auch eine Einführung in Islamkunde und -geschichte; jede Woche durfte ich ein, zwei Fachbücher mitnehmen, die meine Eltern ebenfalls mit großem Interesse lasen.“

Auf die schulischen Wurzeln ging auch Ulrich Zwiener in seiner Würdigung Schimmels im Rahmen ihres Gastvortrages im Collegium Europaeum Jenense ein.

## Mitgliedschaften
- Bund der Asienkämpfer Berlin
- Akademie gemeinnütziger Wissenschaften zu Erfurt
- Deutsch-Muslimische Gesellschaft Berlin

## Werke
- Islamisches Kunstgewerbe nach Qazwînî und Thaʿâlibî, Kiel 1920 (Univ.-Diss.).
- Orient, Mitteldt.-Verl.-AG Halle u. a. 1931.
- Geh’ mit mir in den Orient, Drei-Tannen-Verlag Fiedler Olbernhau i.Sachsen 1932.
- Sultan, Seraskier und Soldaten. Moltke in der Türkei (= Deutsche in aller Welt, Nr. 12), Neuer Buchverlag Dresden 1937.